# Миронов, Борис Олегович
Бори́с Оле́гович Миро́нов (род. 21 марта 1972, Москва) — советский и российский хоккеист, защитник; тренер. Заслуженный мастер спорта России (1998).

## Клубная карьера
Миронов начал свою хоккейную карьеру, играя пять сезонов за московский ЦСКА. В 1992 году был выбран во втором раунде на драфте НХЛ под общим 27-м номером клубом «Виннипег Джетс». В сезоне 1993/94 Миронов сыграл 65 игр за «Джетс», однако по ходу сезона был обменян в «Эдмонтон Ойлерз», по итогу в этом сезоне попал в состав сборной НХЛ среди новичков. В течение следующих шести сезонов выступал за «Ойлерз». По ходу сезона 1998/99 был обменян в «Чикаго Блэкхокс».
После перехода в Чикаго игра Миронова ухудшилась. Несмотря на хороший первый сезон с командой, его атакующая продуктивность с каждым сезоном становилась все меньше и меньше. В 2003 году его обменяли в «Нью-Йорк Рейнджерс», где дела не сильно улучшились, и в конце концов после сезона 2003/04 приостановил свою карьеру.
29 августа 2006 года вернулся на лёд, подписав контракт с «Витязем». В сезоне 2006/07 провёл 48 матчей и набрал 12 (4+8) очков.
В сезоне 2008/09 выступал за клуб Высшей Лиги «Рысь», являясь при этом играющим тренером. В сезоне 2008/09 провёл 41 матч и набрал 33 (9+24) очка.
В июле 2009 года заключил контракт с «Крыльями Советов». В сезоне 2009/10 провёл 20 матчей и набрал 12 (4+8) очков. После этого сезона завершил карьеру.

## Карьера в сборной
Обладатель серебряной медали олимпийских игр 1998 и бронзовой медали олимпийских игр 2002 в составе сборной России. Серебряный призёр чемпионата СССР-СНГ 1992. Бронзовый призёр чемпионата СССР 1990.

## Тренерская карьера
С сезона 2015/16 — ассистент Михаила Васильева в команде МХЛ «Красная армия». 21 июня 2016 года был назначен главным тренером «Красной армии». 15 января 2017 года выиграл Кубок вызова МХЛ 2017 в качестве главного тренера сборной Запада. В сезоне 2016/17 выиграл с «Красной армией» Кубок Харламова, победив в финале плей-офф клуб «Реактор», также был признан лучшим тренером МХЛ.
В сезоне 2017/18 был главным тренером команды ВХЛ чеховской «Звезды».
4 января 2019 года вошёл в тренерский штаб команды КХЛ нижнекамского «Нефтехимика». 4 августа 2020 года покинул клуб.
30 апреля 2021 года был назначен главным тренером в московский «Спартак», контракт был подписан на два сезона. В сезоне 2021/22 клуб под руководством Миронова занял шестое место в Западной конференции, автоматически прошёл во второй раунд Кубка Гагарина из-за отказа «Йокерита», а затем проиграл СКА со счётом 1—4 в серии. 10 ноября 2022 года был отправлен в отставку после шести поражений подряд, на момент ухода команда занимала восьмое место в таблице Западной конференции, имея на своём счету 27 очков в 29 играх.
4 июня 2024 года вошёл в тренерский штаб Бенуа Гру в челябинском «Тракторе». 31 мая 2025 года покинул клуб.
1 июня 2025 года стал главным тренером «Лады».

## Личная жизнь
Старший брат Дмитрий — также профессиональный хоккеист, в 2001 году завершил карьеру.

## Достижения

### Командные
- Чемпион СССР: 1988/89
- Обладатель Кубка Европы (2): 1988/89[англ.], 1989/90[англ.]
- Обладатель Кубка Шпенглера: 1991[англ.]
- Победитель юниорского чемпионата Европы: 1989
- Победитель молодёжного чемпионата мира: 1992

### Тренерские
- Обладатель Кубка Харламова: 2016/17
- Обладатель Кубка вызова МХЛ: 2017

### Личные
- Вхождение в сборную лучших новичков НХЛ: 1993/94
- Заслуженный мастер спорта России: 1998
- Лучший тренер Молодёжной хоккейной лиги: 2016/17

## Статистика

### Клубная
| 1988/89            | ЦСКА (Москва)      | ЧСССР              | 1   | 0  | 0   | 0   | 0   | —  | — | —  | —  | —  |
| 1989/90            | ЦСКА (Москва)      | ЧСССР              | 7   | 0  | 0   | 0   | 0   | —  | — | —  | —  | —  |
| 1989/90            | СКА МВО            | Первая лига        | 2   | 0  | 1   | 1   | 0   | —  | — | —  | —  | —  |
| 1990/91            | ЦСКА (Москва)      | ЧСССР              | 36  | 1  | 5   | 6   | 16  | —  | — | —  | —  | —  |
| 1990/91            | СКА МВО            | Первая лига        | 2   | 1  | 0   | 1   | 0   | —  | — | —  | —  | —  |
| 1991/92            | ЦСКА (Москва)      | ЧСНГ               | 28  | 2  | 1   | 3   | 18  | 8  | 0 | 0  | 0  | 4  |
| 1991/92            | ЦСКА-2 (Москва)    | ЧСНГ.3             | 3   | 1  | 2   | 3   | 4   | —  | — | —  | —  | —  |
| 1992/93            | ЦСКА (Москва)      | МХЛ                | 19  | 0  | 5   | 5   | 20  | —  | — | —  | —  | —  |
| 1992/93            | ЦСКА-2 (Москва)    | Высшая лига        | 4   | 2  | 0   | 2   | 4   | —  | — | —  | —  | —  |
| 1993/94            | Эдмонтон Ойлерз    | НХЛ                | 79  | 7  | 24  | 31  | 145 | —  | — | —  | —  | —  |
| 1994/95            | Эдмонтон Ойлерз    | НХЛ                | 29  | 1  | 7   | 8   | 40  | —  | — | —  | —  | —  |
| 1994/95            | Кейп-Бретон Ойлерз | АХЛ                | 4   | 2  | 5   | 7   | 23  | —  | — | —  | —  | —  |
| 1995/96            | Эдмонтон Ойлерз    | НХЛ                | 78  | 8  | 24  | 32  | 101 | —  | — | —  | —  | —  |
| 1996/97            | Эдмонтон Ойлерз    | НХЛ                | 55  | 6  | 26  | 32  | 85  | 12 | 2 | 8  | 10 | 16 |
| 1997/98            | Эдмонтон Ойлерз    | НХЛ                | 81  | 16 | 30  | 46  | 100 | 12 | 3 | 3  | 6  | 27 |
| 1998/99            | Эдмонтон Ойлерз    | НХЛ                | 63  | 11 | 29  | 40  | 104 | —  | — | —  | —  | —  |
| 1998/99            | Чикаго Блэкхокс    | НХЛ                | 12  | 0  | 9   | 9   | 27  | —  | — | —  | —  | —  |
| 1999/00            | Чикаго Блэкхокс    | НХЛ                | 58  | 9  | 28  | 37  | 72  | —  | — | —  | —  | —  |
| 2000/01            | Чикаго Блэкхокс    | НХЛ                | 66  | 5  | 17  | 22  | 42  | —  | — | —  | —  | —  |
| 2001/02            | Чикаго Блэкхокс    | НХЛ                | 64  | 4  | 14  | 18  | 68  | 1  | 0 | 0  | 0  | 2  |
| 2002/03            | Чикаго Блэкхокс    | НХЛ                | 20  | 3  | 1   | 4   | 22  | —  | — | —  | —  | —  |
| 2002/03            | Нью-Йорк Рейнджерс | НХЛ                | 36  | 3  | 9   | 12  | 34  | —  | — | —  | —  | —  |
| 2003/04            | Нью-Йорк Рейнджерс | НХЛ                | 75  | 3  | 13  | 16  | 86  | —  | — | —  | —  | —  |
| 2006/07            | Витязь (Чехов)     | Суперлига          | 46  | 4  | 8   | 12  | 147 | 2  | 0 | 0  | 0  | 6  |
| 2008/09            | Рысь               | Высшая лига        | 41  | 9  | 24  | 33  | 54  | —  | — | —  | —  | —  |
| 2009/10            | Крылья Советов     | Высшая лига        | 20  | 4  | 8   | 12  | 18  | —  | — | —  | —  | —  |
| Всего в ЧСССР/ЧСНГ | Всего в ЧСССР/ЧСНГ | Всего в ЧСССР/ЧСНГ | 72  | 3  | 6   | 9   | 34  | 8  | 0 | 0  | 0  | 4  |
| Всего в НХЛ        | Всего в НХЛ        | Всего в НХЛ        | 716 | 76 | 231 | 307 | 891 | 25 | 5 | 11 | 16 | 45 |

### Международная
| Год                                  | Команда                              | Турнир                               | Результат                            |    | И | Г | П  | О  | Штр |
| ------------------------------------ | ------------------------------------ | ------------------------------------ | ------------------------------------ | -- | - | - | -- | -- | --- |
| 1989                                 | СССР (юн.)                           | ЧЕ (юн.)                             | 1-е место                            | 5  | 3 | 2 | 5  | 2  |     |
| 1990                                 | СССР (юн.)                           | ЧЕ (юн.)                             | 2-е место                            | 6  | 1 | 0 | 1  | 0  |     |
| 1991                                 | СССР (мол.)                          | ЧМ (мол.)                            | 2-е место                            | 6  | 0 | 3 | 3  | 0  |     |
| 1992                                 | СНГ (мол.)                           | ЧМ (мол.)                            | 1-е место                            | 7  | 2 | 2 | 4  | 29 |     |
| 1996                                 | Россия                               | ЧМ                                   | 4-е место                            | 8  | 1 | 4 | 5  | 12 |     |
| 1998                                 | Россия                               | ОИ                                   | 2-е место                            | 6  | 0 | 2 | 2  | 2  |     |
| 2002                                 | Россия                               | ОИ                                   | 3-е место                            | 6  | 1 | 0 | 1  | 2  |     |
| Всего в юниорской/молодёжной сборной | Всего в юниорской/молодёжной сборной | Всего в юниорской/молодёжной сборной | Всего в юниорской/молодёжной сборной | 24 | 6 | 7 | 13 | 31 |     |
| Всего в основной сборной             | Всего в основной сборной             | Всего в основной сборной             | Всего в основной сборной             | 20 | 2 | 6 | 8  | 16 |     |